# Ferry Bauer
Ferry Bauer, eigentlich Franz Ferdinand Bauer, (* 3. Juni 1916 in Czernowitz/Bukowina, Österreich-Ungarn; † 20. September 2010 in Linz, Oberösterreich) war ein österreichischer Regisseur, Schauspieler und langjähriger Leiter der Literatur- und Hörspielabteilung im ORF-Landesstudio Oberösterreich.

## Leben
Sein Vater war der letzte k. u. k. Bezirkshauptmann in der Bukowina. Die Matura legte er am deutsch-rumänischen Realgymnasium seiner Heimatstadt ab.
1936 begann er seine künstlerische Laufbahn als Schauspieler am deutschen Theater in Hermannstadt. Nach Ende des Zweiten Weltkriegs kam er zum legendären Volkstheater Urfahr, wo er als leitender Direktor tätig war.
Im September 1950 ging er nach Linz, wo er zunächst als Hörspielsprecher beim damaligen Hörfunksender Rot-Weiß-Rot beschäftigt wurde. Nach Übernahme des Senders durch den Österreichischen Rundfunk begann er 1956 seine Tätigkeit als Hörspielregisseur. Bei der Ö1-Hörspieldatenbank sind (Stand: Februar 2024) 330 Datensätze angelegt, bei denen er die Spielleitung innehatte. In den 1970er Jahren entstanden laut der ARD-Hörspieldatenbank auch sieben Produktionen beim Sender Freies Berlin, von denen vier in Zusammenhang mit dem ORF entstanden sind. Darüber hinaus schrieb er auch die beiden Hörspiele Reise ohne Wiederkehr und Die Möwen von Felaro. Beide Werke entstanden aber erst nach seiner Pensionierung in den Jahren 1987 und 1994, die unter seiner Regie in den Landesstudios Tirol und Vorarlberg produziert wurden.
Im Jahr 1966 übertrug man ihm die Leitung der Literatur- und Hörspielabteilung im Landesstudio Oberösterreich. Gleich zu Beginn seiner Amtszeit erschuf er einen Hörspielpreis für den österreichischen Rundfunk.
Unter seiner Leitung wurden zahlreiche Hörspiele oberösterreichischer Schriftsteller wie Gertrud Fussenegger, Hermann Friedl, Alois Brandstetter oder Franz Kain produziert.
Bauer war auch Angehöriger der Jury des Max-von-der-Grün-Preises der Arbeiterkammer Oberösterreich. Auch betätigte er sich als Juror bei verschiedenen Literaturbewerben und beriet die oberösterreichische Landesregierung bei Wettbewerbsausschreibungen.
Für Ferry Bauer war es auch wichtig, Schauspieler aus Oberösterreich zu fördern. Viele prominente Darsteller aus diesem Bundesland verdanken ihm ihre Entdeckung, weil er sie immer wieder in größeren Rollen besetzte. Höchste Bekanntheit erreichte er durch die sechs Staffeln der Hörspielreihe Gestatten, mein Name ist Cox von Rolf und Alexandra Becker, die zwischen 1957 und 1968 erstgesendet wurden.
Bauer ging im Dezember 1981 in den Ruhestand. Er verstarb am 20. September 2010 im Alter von 94 Jahren im Wagner-Jauregg-Krankenhaus Linz. Die Beisetzung fand acht Tage später auf dem St. Barbara-Friedhof in Linz statt.

## Auszeichnung
- 1984: Kulturmedaille der Stadt Linz

## Filmografie (Auswahl)
- 1970: Die Mondfrau (Fernsehfilm)
- 1972: Madame de... (Fernsehfilm)

## Hörspiele (Regie, Auswahl)
Die Hörspiele wurden, soweit nicht anders angegeben, beim ORF-Landesstudio Oberösterreich produziert.
- 1956: Alexander Puschkin: Pique Dame (auch Bearbeiter) (Hörspielbearbeitung)
- 1956: Walter Netzsch: 30 Sekunden (Kriminalhörspiel)
- 1957–68: Rolf und Alexandra Becker: Gestatten, mein Name ist Cox (6 Staffeln) (Original-Hörspiele)
  - 1957: Die abenteuerlichen Irrfahrten eines Taschenmessers (8 Folgen)
  - 1957: Eben war die Leiche doch noch da (7 Folgen)
  - 1959: Tod auf Gepäckschein 3311 (7 Folgen)
  - 1963: Die kleine Hexe (10 Folgen)
  - 1965: Trommeln gehört zum Handwerk (6 Folgen)
  - 1968: Ein Toter kommt selten allein (7 Folgen)
- 1958: Lester Powell: Die Dame ist blond (8 Folgen) (Kriminalhörspiel)
- 1960: Lester Powell: Die Dame mit den grauen Löckchen (8 Folgen) (Originalhörspiel, Kriminalhörspiel)
- 1965: Rolf und Alexandra Becker: Schachmatt (Originalhörspiel, Kriminalhörspiel)
- 1966: Lester Powell: Die Dame filmt (8 Folgen) (Originalhörspiel, Kriminalhörspiel)
- 1966: Philip MacDonald: Der Mann aus der Regennacht (Kriminalhörspiel)
- 1967: Menyhért Lengyel: Ninotschka (Hörspielbearbeitung)
- 1967: George Bernard Shaw: Man kann nie wissen (Hörspielbearbeitung)
- 1967: Alexander Puschkin: Der Postmeister (Hörspielbearbeitung)
- 1967: Honoré de Balzac: Oberst Chabert (Hörspielbearbeitung)
- 1967: Michael Gilbert: Der Mann, der nicht schlafen konnte (6 Folgen) (Hörspielbearbeitung, Kriminalhörspiel)
- 1967: Luise Rinser: Eine dunkle Geschichte (Hörspielbearbeitung)
- 1967: Jean Baptiste Molière: Don Juan oder Der steinerne Gast (Hörspielbearbeitung)
- 1968: Philip Levene: Terra Incognita (8 Teile) (Originalhörspiel, Kriminalhörspiel, Science-Fiction-Hörspiel)
- 1968: Thomas Wolfe: Das Herrenhaus (Das Herrschaftshaus) (Hörspielbearbeitung)
- 1968: Gustav Meyrink: Der Golem (Hörspielbearbeitung)
- 1968: Peter Motram: Der Tag, der nicht im Kalender stand (auch Bearbeiter) (Hörspielbearbeitung)
- 1969: Cesare Meano: Mutmassungen Über Salome (Hörspielbearbeitung)
- 1969: Wolfgang Hildesheimer: Das Opfer Helena (Originalhörspiel)
- 1969: Günther Weisenborn: Fünfzehn Schnüre Geld (auch Bearbeitung) (Hörspielbearbeitung)
- 1969: Pierre Carlet de Marivaux: Die falsche Dienerin (auch Bearbeitung) (Hörspielbearbeitung)
- 1969: Paul Verhoeven, Toni Impekoven: Das kleine Hofkonzert (Hörspielbearbeitung)
- 1969: Franz Kafka: Der Gruftwächter (Hörspielbearbeitung)
- 1969: Felicie Rotter: Licht auf den Flügeln der Schwalbe (Hörspiel)
- 1970: Oscar Wilde: Bunbury (Hörspielbearbeitung)
- 1970: Jean Anouilh: Mademoiselle Molière (Hörspielbearbeitung)
- 1970: Eugène Ionesco Die Nashörner (Hörspielbearbeitung)
- 1970: Friedrich Dürrenmatt: Romulus der Große (Hörspielbearbeitung)
- 1970: Manfred Hausmann: Liebende leben von der Vergebung (Hörspielbearbeitung)
- 1970: Thornton Wilder: Die Brücke von San Luis Rey (Hörspielbearbeitung)
- 1971: Alfred Andersch: Russisches Roulette (Hörspielbearbeitung)
- 1971: Michael Scharang: Streik (Originalhörspiel)
- 1971: Stefan Zweig: Die unsichtbare Sammlung (Hörspielbearbeitung – SFB)
- 1971: Stefan Zweig: Brennendes Geheimnis (Hörspielbearbeitung – SFB)
- 1971: Ernest Hemingway: Schnee auf dem Kilimandscharo (Hörspielbearbeitung)
- 1972: Günter Eich: Ein Traum am Edsin-gol (Originalhörspiel)
- 1972: Bertolt Brecht: Der verwundete Sokrates (Hörspielbearbeitung)
- 1972: Ernest Hemingway: Das kurze glückliche Leben des Francis Macomber (Hörspielbearbeitung)
- 1973: Marie Luise Kaschnitz: Die fremde Stimme (Hörspiel)
- 1973: Konrad Bayer: Der Berg und die begabten Zuschauer (Hörspielbearbeitung)
- 1974: Nikolai Gogol: Heiratskomödie (Hörspielbearbeitung)
- 1975: Peter Ustinov: Das Leben in meiner Hand (Hörspielbearbeitung)
- 1975: Françoise Sagan: Valentine (Hörspielbearbeitung)
- 1976: Franz Werfel: Das Lied der Bernadette (Hörspielbearbeitung)
- 1976: Edward Boyd: Wer fürchtet sich vorm schwarzen Mann? (6 Teile)(Originalhörspiel, Kriminalhörspiel)
- 1977: Fritz Meingast: Der Fall Franz Jägerstätter (Hörspiel)
- 1977: Heinrich Böll: Die verlorene Ehre der Katharina Blum (Hörspielbearbeitung)
- 1977: Oskar Zemme: Mennige/Die Klingel (Hörspiel – ORF/SFB)
- 1977: Karel Čapek: R.U.R. – Aufstand der Roboter (Hörspielbearbeitung, Science-Fiction-Hörspiel)
- 1978: Stanisław Lem: Mondnacht und gibt es sie Mister Johns? (auch Sprecher) (Science-Fiction-Hörspiel)
- 1979: William Somerset Maugham: Penelope (Hörspielbearbeitung)
- 1979: Eugène Ionesco: Impromptu oder der Hirt und sein Chamäleon (Hörspielbearbeitung)
- 1980: Alexandre Dumas der Jüngere: Halbwelt (Hörspielbearbeitung)
- 1980: Anton Tschechow: Schwedische Zündhölzer (Hörspielbearbeitung)
- 1980: Thomas Mann: Wie Joseph verkauft ward (Hörspielbearbeitung)
- 1981: Ephraim Kishon: Der Blaumilchkanal (Originalhörspiel)
- 1981: Gerhart Hauptmann: Fuhrmann Henschel (Hörspielbearbeitung)
- 1981: Fjodor M. Dostojewski: Ein russischer Mönch (Erzählun  aus Die Brüder Karamasow) (Hörspielbearbeitung)
- 1982: Louis-Benoît Picard, Friedrich Schiller: Der Parasit (Hörspielbearbeitung)
- 1982: Harold Pinter: Familienstimmen (Hörspielbearbeitung)
- 1983: Jean Baptiste Molière: Der Fliegende Arzt (Hörspielbearbeitung, ORF Vorarlberg)
- 1983: Hans Krendlesberger: Der Trapezakt und Die Couch (Zwei Kurzhörspiele – ORF Vorarlberg)
- 1984: Rolf Hochhuth: Ärztinnen (Hörspielbearbeitung)

Quellen: Ö1-Hörspieldatenbank für die österreichischen und ARD-Hörspieldatenbank für die deutschen Produktionen

## Quelle
- Ferry Bauer im 95. Lebensjahr gestorben. In: ooev1.orf.at. Abgerufen am 21. September 2010.